# والتر ماثو
والتر جون ماثاو (بالإنجليزية: Walter Matthau)‏ (1 أكتوبر 1920 - 1 يوليو 2000) ممثل أمريكي، فاز بجائزة الأوسكار لأفضل ممثل مساعد عن دورهِ في فيلم The Fortune Cookie من إخراج بيلي وايلدر، كما رشح لجائزة أوسكار مرتين كأفضل ممثل في دور رئيسي عامي 1971 و1975 وذلك عن فيلمي Kotch وThe Sunshine Boys على الترتيب. شكل ثنائي مع جاك ليمون يعد من أنجح الثنائيات في سينما هوليوود، وشاركا سويا في بطولة العديد من الأفلام كان أولها هو فيلم The Fortune Cookie عام 1966، واستمرت صداقتهما منذئذ وحتى رحيل ماثاو عام 2000.
من أشهر أعماله هو دور أوسكار ماديسون الذي جسده في مسرحية The Odd Couple وفاز عنه بجائزة توني لأفضل ممثل عام 1965، والذي أعاد تجسيده في الفيلم المقبتس من المسرحية والذي يحمل نفس الاسم عام 1968 حيث شاركه ليمون في بطولة الفيلم.

## نشأته
ولد في نيويورك عن أب روسي يدعى ميلتون ماثو وهو كهربائي وبائع متجول وأم لتوانية تدعى روزي بيرولسكي وكانت تعمل بأحدى المصانع ذات الأجور البخسة، وكلاهما من المهاجرين اليهود، بدأ ماثو بالتمثيل عندما كان يذهب لأحدى معسكرات المنام اليهودية غير الهادفة للربح، حيث كان يشارك بالعروض المسرحية التي تقام هناك في ليلة يوم السبت.

## وصلات خارجية
- والتر ماثو على موقع IMDb (الإنجليزية)
- والتر ماثو على موقع الموسوعة البريطانية (الإنجليزية)
- والتر ماثو على موقع روتن توميتوز (الإنجليزية)
- والتر ماثو على موقع مونزينجر (الألمانية)
- والتر ماثو على موقع ألو سيني (الفرنسية)
- والتر ماثو على موقع ميوزك برينز (الإنجليزية)
- والتر ماثو على موقع تيرنر كلاسيك موفيز (الإنجليزية)
- والتر ماثو على موقع أول موفي (الإنجليزية)
- والتر ماثو على موقع قاعدة بيانات برودواي على الإنترنت (الإنجليزية)
- والتر ماثو على موقع قاعدة بيانات الأفلام السويدية (السويدية)

- صفحة والتر ماثو على موقع IMDb
- مقابلة مع والتر ماثو